# Im Nebel
Im Nebel — первая прогрессив/блэк-металическая группа в Грузии. Группа основана в 2006 году. За свою историю группой был записан один полноформатный альбом Vitriol, вышедший под российским лейблом HAARBN Prod. в 2008 году. Группой было найдено особое, собственное стилистическое звучание.

## История
Группа основана тремя музыкантами — гитаристом Михаилом Ленц, басистом Сергеем Ермолаевым и ударником Дмитрием Мазмановым. Поначалу задумка имела характер проекта, ибо была всего лишь экспериментом, но в дальнейшем перелилась в более общую концепцию, которая носит название «группа». Первоначальный состав состоял из гитариста, басиста и барабанщика.
Определившись со стилем и звучанием, группа приступила к записи дебютного альбома «VITRIOL», который вышел в 2008 году на российском лейбле Haarbn Productions.
В апреле 2008 года группа участвует в фестивале «Metal Attack Fest» в Ереване совместно с группами Sworn (Армения), Stryfe (Армения), Angel of Disease (Грузия).
В сентябре того же года группа участвует в международном фестивале «HIGHLAND METALFEST» в Ереване, с участием: Sadist (Италия), Ambehr (Армения), Sworn (Армения), Angel of Disease (Грузия) и другие.

## Стиль
Im Nebel возникли как блэк-металлический проект, но помимо блэк-металлической основы, в музыке присутствует немалая доля симфонического метала, мелодик-дет и прогрессив-метал элементов.
Большой акцент уделен классическому построению музыки с использованием оркестровых постановок на протяжении всех композиций и классическим оперным вокалом.
Также наблюдаются элементы треш-метала, хеви-метала и авангардного метала.

## Участники

### Текущий состав
- Дмитрий Мазманов — барабаны (2006-н.в.)
- Сергий Ермолаев — бас (2006-н.в.)
- Михаил Ленц — гитара\вокал (тенор)(2006-н.в.)
- Елена Чобанян — клавишные (2006-н.в.)
- Васо Доиашвили — скрим вокал (2006-н.в.)

## Дискография

### Студийные альбомы
| Год  | Дата выхода | Название | Лейбл              |
| ---- | ----------- | -------- | ------------------ |
| 2008 | 1 августа   | Vitriol  | Haarbn Productions |

### Концертные видео
| Год  | Дата выхода | Название                  | Лейбл        |
| ---- | ----------- | ------------------------- | ------------ |
| 2008 | октябрь     | Metal Attack Festival DVD | Vibrographus |